# Senterada
Senterada est une commune de la comarque du Pallars Jussà dans la province de Lérida en Catalogne (Espagne).

## Géographie
Commune située dans une région montagneuse située au cœur des Pyrénées.